# Криљево
Криљево (алб. Krilevë) је насеље у општини Косовска Каменица на Косову и Метохији. Атар насеља се налази на територији катастарске општине Криљево површине 1.686 ha. Криљево је данас албанско село. Први писани спомен о Криљеву датира из 1411. године, када га је српски деспот Стефан Лазаревић приложио манастиру Хиландару на Светој гори. Данас у селу стоје рушевине старе српске цркве у близини које тече Црквени поток. Албанци су почели да се досељавају у Криљево од 1700. године.

## Демографија
Насеље има албанску етничку већину.
Број становника на пописима:
- попис становништва 1948. године: 927
- попис становништва 1953. године: 991
- попис становништва 1961. године: 1098
- попис становништва 1971. године: 1177
- попис становништва 1981. године: 1111
- попис становништва 1991. године: 1001